# Taposiris Magna/Abusir
Taposiris Magna/Abusir är en fornlämning i Egypten.   Den ligger i guvernementet Mersa Matruh, i den norra delen av landet, 190 km nordväst om huvudstaden Kairo. Taposiris Magna/Abusir ligger 30 meter över havet.
Terrängen runt Taposiris Magna/Abusir är platt. Havet är nära Taposiris Magna/Abusir åt nordväst. Runt Taposiris Magna/Abusir är det ganska tätbefolkat, med 67 invånare per kvadratkilometer. Trakten runt Taposiris Magna/Abusir är ofruktbar med lite eller ingen växtlighet.